# St. Peter und Paul (Würzburg)

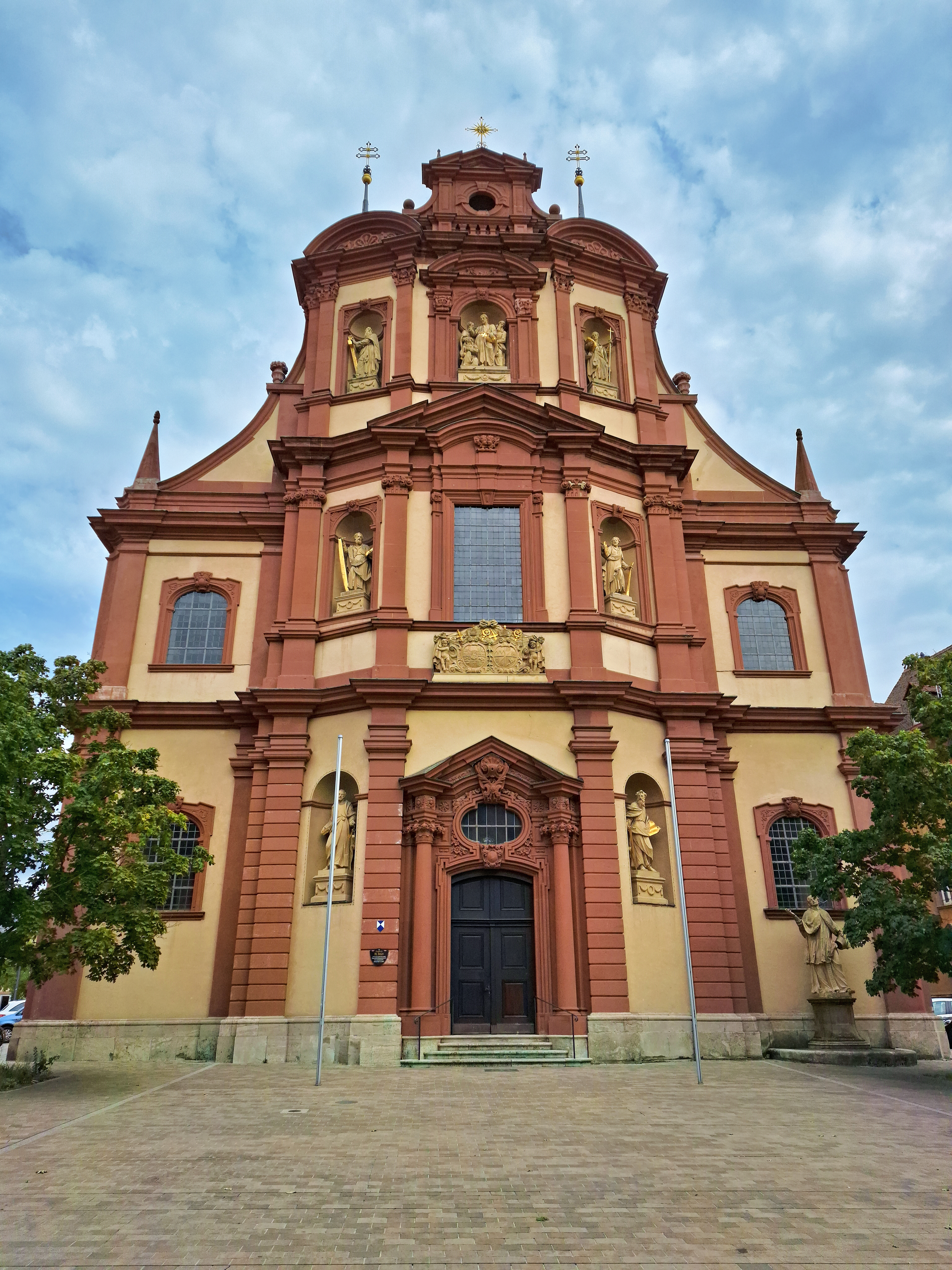
Kirchenfront 2024

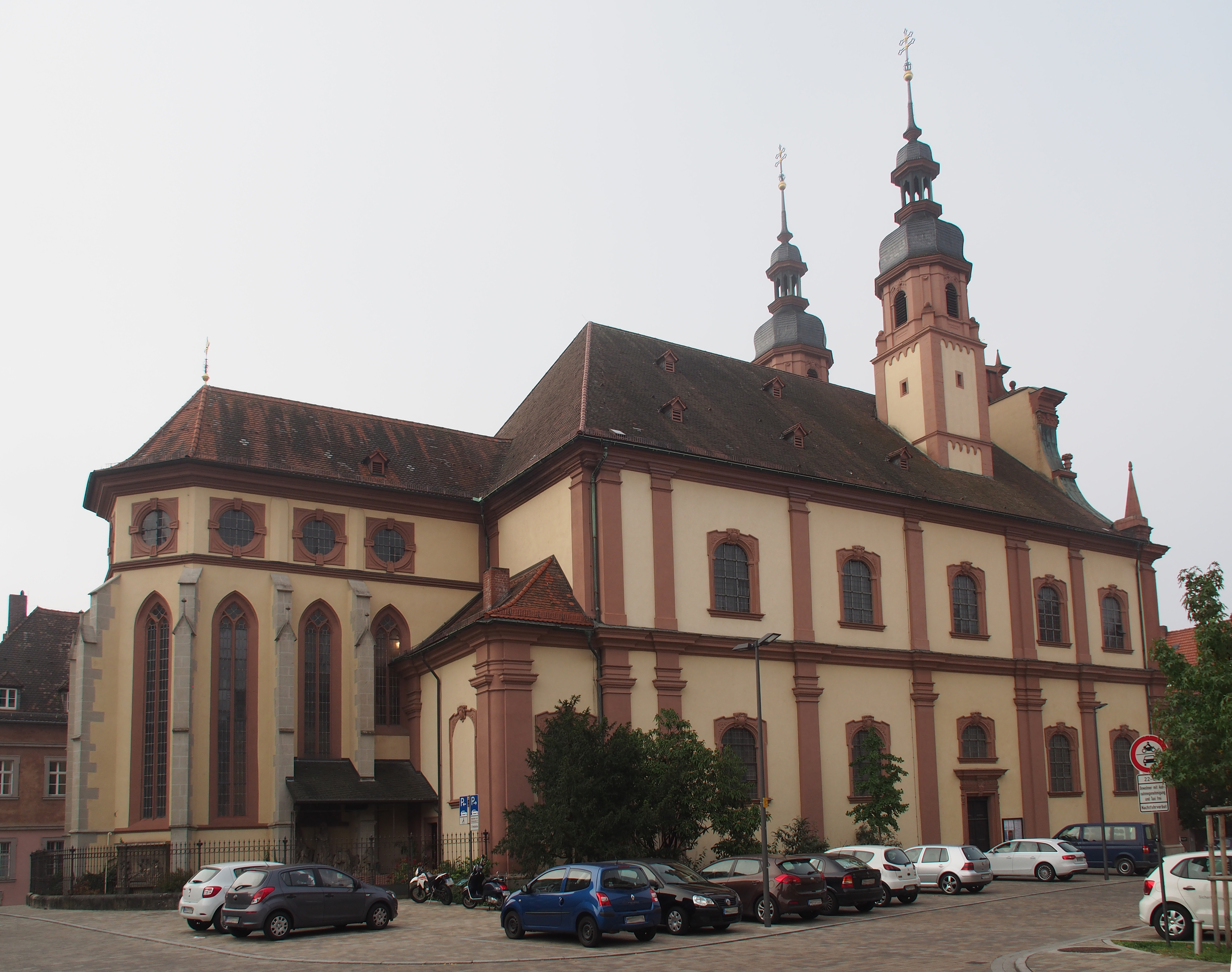
St. Peter und Paul

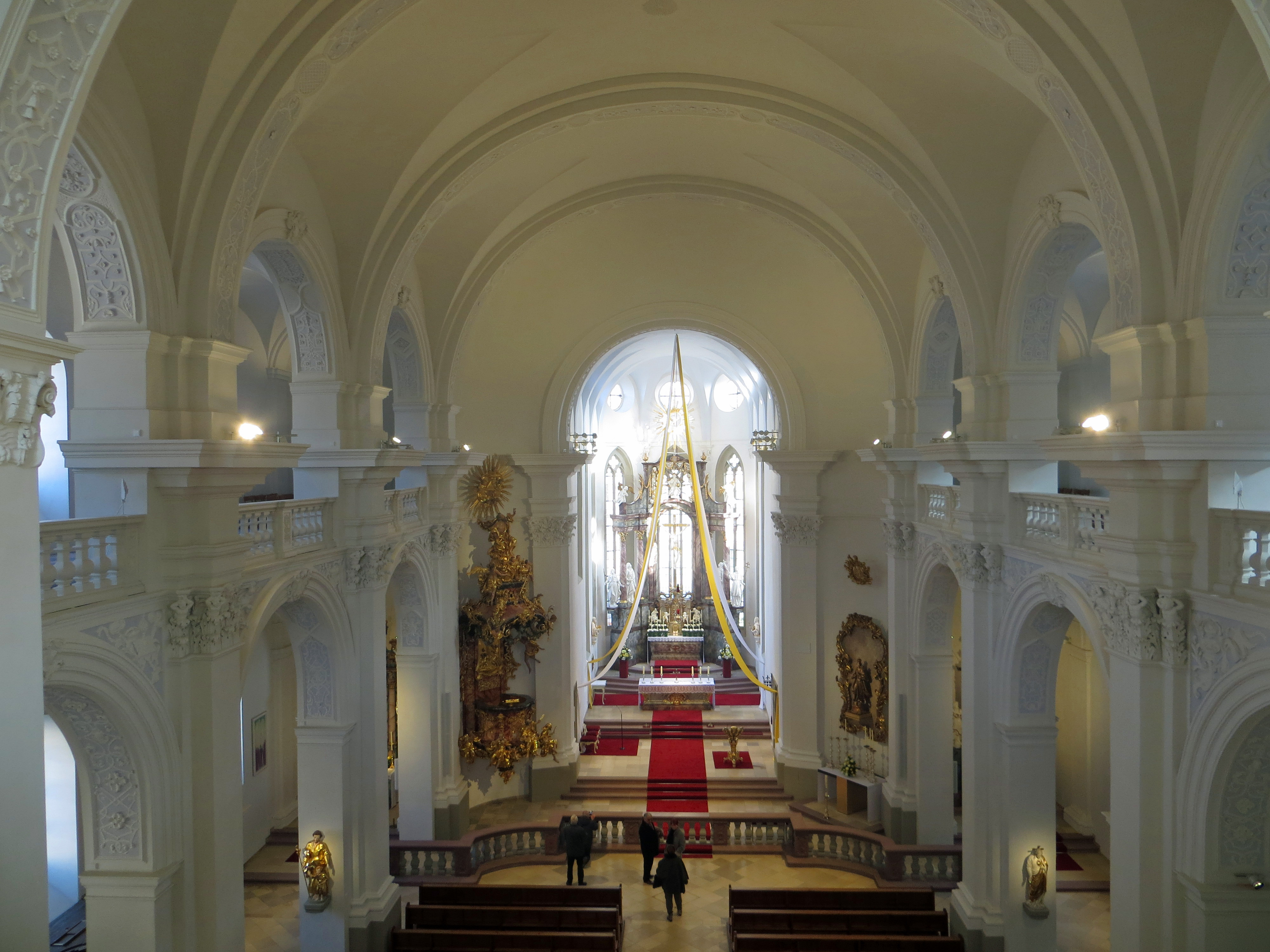
Hauptschiff und Chor, 2016

St. Peter und Paul (kurz auch St. Peterskirche, St. Peter und Peterskirche) ist eine katholische Pfarrkirche im historischen Zentrum von Würzburg und Pfarrei im Stadtviertel Sanderau sowie zur Pfarreiengemeinschaft Würzburg Innenstadt gehörig.

## Geschichte
Die erste Peter-und-Pauls-Kirche wurde als Pfarrkirche der südlichen Vorstadt Sand (außerhalb der Stadtmauer) in romanischer Zeit erbaut. Sie wurde im Hochmittelalter durch einen gotischen Neubau ersetzt. In den Jahren 1717 bis 1720 entstand, unterstützt durch den Fürstbischof Johann Philipp von Greiffenclau zu Vollraths, nach Plänen des aus Vorarlberg stammenden Joseph Greissing ein barocker Neubau unter Einbeziehung der romanischen Türme und des gotischen Chors. Die Kirchenkonsekration erfolgte am 26. Januar 1721 durch Fürstbischof Johann Philipp Franz von Schönborn. Der nördliche Turm wurde 1846 renoviert, gefolgt von Innenrenovierungen in den Jahren 1892 und 1933 bis 1935.
Nach den Kriegszerstörungen im März 1945 wurde St. Peter und Paul von 1950 bis 1959 im Außenbau originalgetreu wiederhergestellt. Während des Wiederaufbaus diente die Sakristei an der Chorsüdseite als Notkapelle. Die Ausstattung wurde teilweise restauriert, teilweise durch Stücke anderer Herkunft ergänzt. Von zwischen 1720 und 1740 entstandenen Ausmalungen ist nichts erhalten geblieben.
Eine erste Innenrenovierung nach dem Wiederaufbau fand 1976 statt, gefolgt von Außenrenovierungsarbeiten zwischen 1980 und 1981.
Von 2015 bis 2016 wurde die Kirche erneut einer gründlichen Innenrenovierung unterzogen. Die Wiedereröffnung erfolgte am 13. November 2016 in einem Pontifikalamt, das Bischof Friedhelm Hofmann zelebrierte.

## Architektur und Ausstattung

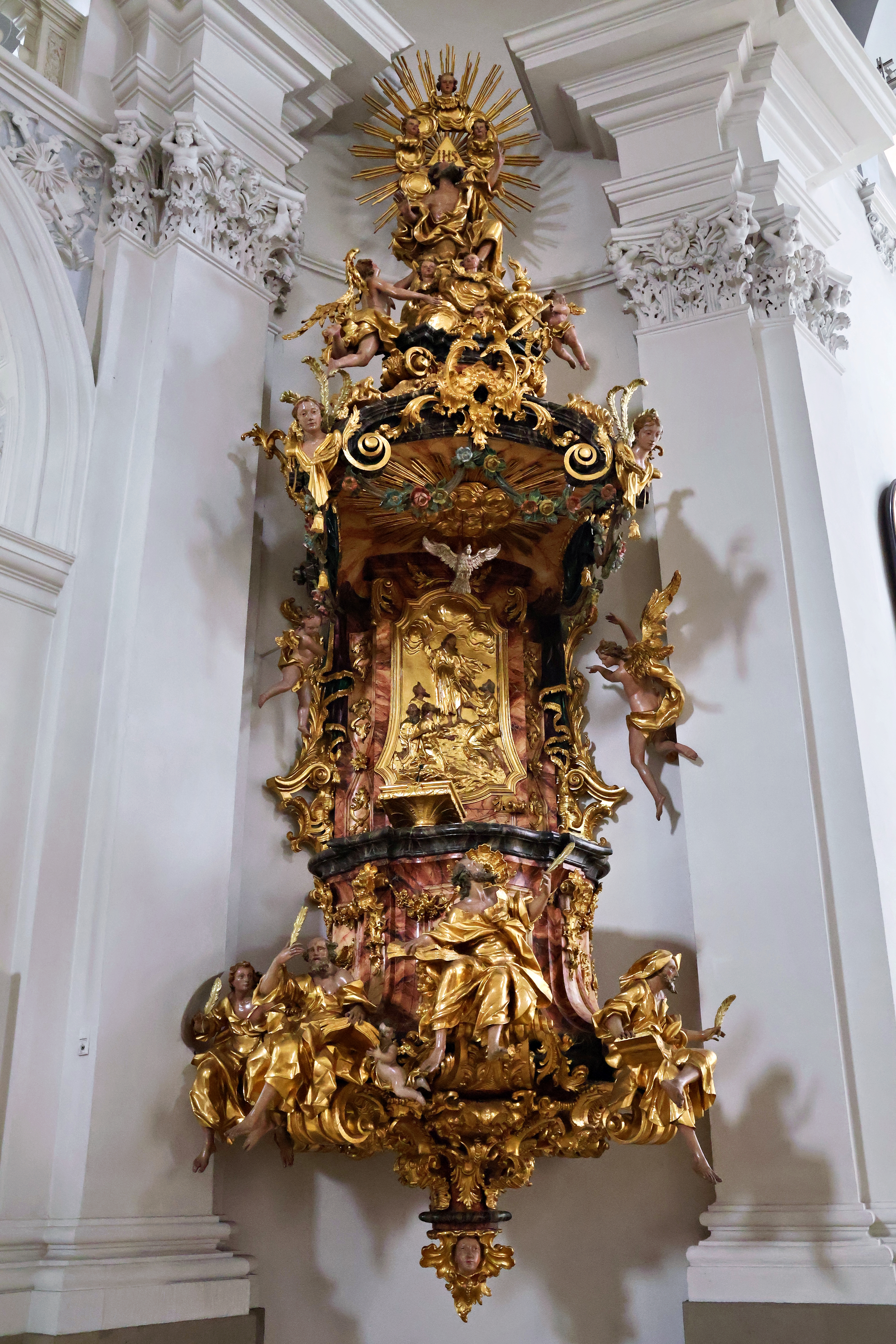
Rekonstruierte Rokoko-Kanzel von Johann Wolfgang von der Auwera

St. Peter und Paul ist eine gewölbte Freipfeiler-Emporenhalle. Der gotische Chor ist im Obergeschoss barock verändert. Die romanischen Türme kamen beim Neubau innerhalb des Kirchsaals hinter der Fassade zu stehen. Sie wurden außen barock überformt. Die dreigeschossige Fassade folgt dem Schema des römischen Barock, zeigt aber auch noch Renaissanceelemente. Sie enthält zahlreiche Heiligenstatuen, die 1773 durch die Werkstatt Wagner geschaffen wurden. Der Mittelrisalit ist konvex vorgewölbt. Über dem Portal befinden sind die Wappen der Fürstbischöfe von Greiffenclau und von Schönborn angebracht, 1956/57 wiederhergestellt von Georg Schneider. Eine Statue des heiligen Aquilin rechts des Haupteingangs wurde 1977 von Wolfgang Finger restauriert.
Von der Ausstattung des 18. Jahrhunderts sind Teile des Stucks, zwei Altarbilder von Anton Clemens Lünenschloß sowie die um 1745/50 entstandene, nach den Zerstörungen am 16. März 1945 weitgehend rekonstruierte Rokokokanzel von Johann Wolfgang von der Auwera erhalten.
Die heutigen drei spätbarocken Altäre im klassizistischen Stil wurden um 1800 von Georg Schäfer aus Karlstadt geschaffen. Sie stammen ursprünglich aus der Pfarrkirche St. Jakobus der Ältere in Himmelstadt und wurden 1974 erworben:
- Der Hochaltar besteht aus einem viersäuligen Aufbau mit Figuren des hl. Johannes Evangelist, der hl. Jungfrau Maria, des hl. Jakobus und des hl. Karl Borromäus. In der Mitte befindet sich ein Kreuz mit barockem Korpus, und über dem Tabernakel hängt ein Kruzifix. Die Bekrönung zeigt Gottvater mit der Weltkugel, flankiert von zwei Engeln.
- Der Aquilinsaltar (bis 1988 Sebastiansaltar) im linken Seitenschiff enthält Figuren des hl. Sebastian (rechts) und des hl. Andreas (links). 1987 wurde er durch eine von Andreas Kräml aus Würzburg geschaffene, zentral stehende Figur des hl. Aquilin und Reliquien dieses Heiligen ergänzt.[4]
- Der Marienaltar im rechten Seitenschiff enthält die Darstellung einer Maria Immaculata. Diese wurde ebenfalls von Andreas Kräml als Nachbildung des noch in Himmelstadt befindlichen Originals geschaffen. Sie wird flankiert von Figuren des hl. Joachim (links) und der hl. Anna (rechts).

Zwei 1717 bis 1720 von Balthasar Esterbauer geschnitzte Chorbogenaltäre verbrannten am 16. März 1945. Erhalten geblieben ist das um 1720 fertiggestellte, von dem aus Forchheim stammenden Johann Adam Roth aus Bronze gegossene Epitaph mit figürlichen Bronzearbeiten aus Nürnberger Gusswerkstätten für den Kaiserlichen Rat und fürstbischöflichen Kanzler Johann Lorenz Adelmann († 1719).
In der Nähe der am Peterplatz 10 gelegenen Kirche St. Peter und Paul befindet sich am Peterplatz 8 der von Antonio Petrini zwischen 1689 und 1691 errichtete Petersbau, der ursprünglich als Priesterseminar und zeitweilig auch als Münze diente.

## Orgel

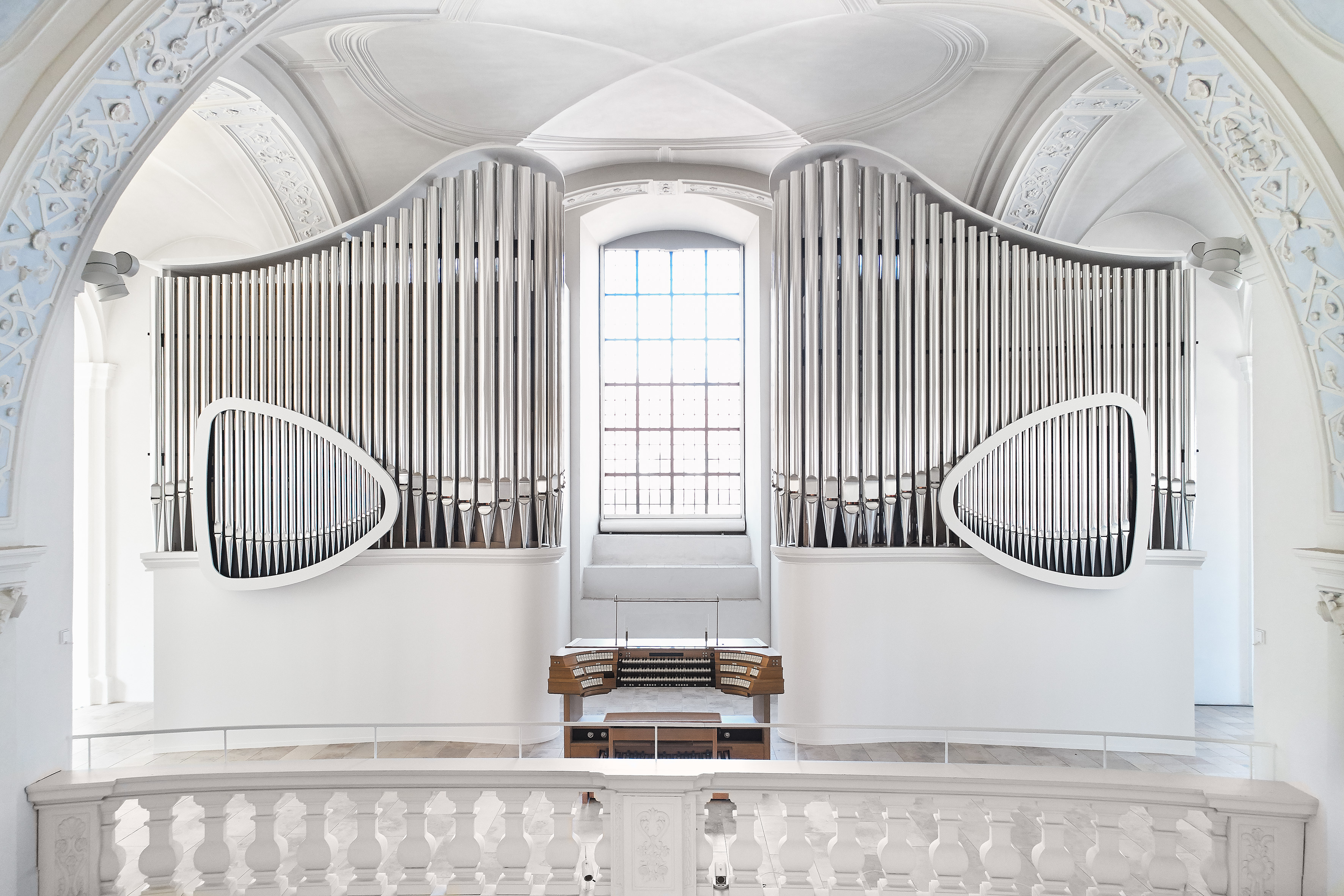
Vleugels-Orgel von 2018

Die Vorgängerin der heutigen Orgel stammte aus dem Jahr 1956 von der Werkstatt Hindelang und hatte 26 Register auf zwei Manualen und Pedal. Sie genügte aber nicht mehr den musikalischen und technischen Ansprüchen und war zunehmend reparaturanfällig, so dass sie ab 2010 nicht mehr gespielt wurde.
Die heutige Orgel wurde 2016 bis 2018 von der Orgelbau-Werkstatt Vleugels gebaut und am 29. Januar 2018 durch Stadtdekan Jürgen Vorndran geweiht. Das Instrument hat 28 Register (insgesamt 2015 Pfeifen), zuzüglich 27 Transmissionen, Extensionen, Gruppen- und Vorabzügen, die auf drei Manualwerke und Pedal verteilt sind. Die Teilwerke des Instruments sind aus akustischen Gründen an drei verschiedenen Stellen auf den Emporen positioniert: Das Hauptwerk und das Pedal befinden sich auf der Westempore, das Schwellwerk (Récit) befindet sich auf der Nordempore, und das schwellbare Positiv auf der Südempore. Ein Teil der Register des Hauptwerkes sind ebenfalls schwellbar untergebracht. Das Instrument ist von einem freistehenden fahrbaren Spieltisch auf der Westempore mit rein elektrischen Trakturen und freier Manualzuordnung spielbar; an allen drei Orgelstandorten ist eine Midiverbindung zum Anschluss eines Keyboards vorgesehen. Die weiche Linienführung der Prospektgestaltung, entworfen von Diözesanbaumeister Cesare Augusto Stefano, greift die Elemente der barocken Kirchenarchitektur auf. Der Einbau eines Glockenspieles, welches an alle Manuale und das Pedal gekoppelt werden kann, ist vorbereitet.
| Hauptwerk C–a3 |                        |         |
| 1.             | Praestant              | 16′     |
| 2.             | Principal              | 08′     |
| 3.             | Viola da Gamba 0       | 08′     |
| 4.             | Octave                 | 04′     |
| 5.             | Quinte                 | 02 ⁄3′  |
| 6.             | Doublette              | 02′     |
| 7.             | Terz                   | 01 3⁄5′ |
|                | Cornet V               | 08′     |
|                | Larigot                | 01 ⁄3′  |
| 8.             | Mixtur IV              | 01 ⁄3′  |
|                |                        |         |
|                | Auxiliarregister       |         |
| 9.             | Bourdon                | 16′     |
|                | Rohrflöte (aus Nr. 9)  | 08′     |
|                | Blockflöte (aus Nr. 9) | 04′     |
| 10.            | Tuba                   | 32′     |
|                | Posaune (aus Nr. 10)   | 16′     |
|                | Trompete (aus Nr. 10)  | 08′     |
|                | Clarine (aus Nr. 10)   | 04′     |

| Positiv C–a3 |                                |               |
| 11.          | Flute harmonique 0             | 08′           |
| 12.          | Gedecktflöte                   | 08′           |
| 13.          | Gambe                          | 08′           |
| 14.          | Vox coelestis                  | 08′           |
|              | Flute Traversiere (aus Nr. 11) | 04′           |
|              | Holzflöte (aus Nr. 12)         | 04′           |
|              | Viola (aus Nr. 13)             | 04′           |
|              | Flute Octaviante (aus Nr. 11)  | 02′           |
| 15.          | Hörnchen II                    | 02 ⁄3′+1 3⁄5′ |
| 16.          | Cromorne                       | 08′           |
|              | Schalmey (aus Nr. 16)          | 04′           |
|              | Tremulant                      |               |

| Schwellwerk C–a3 |                              |         |
| 17.              | Portunal                     | 16′     |
| 18.              | Hornprincipal                | 08′     |
|                  | Portunalflöte (aus Nr. 17)   | 08′     |
| 19.              | Salicional                   | 08′     |
| 20.              | Vox aquilini                 | 08′     |
|                  | Geigenprincipal (aus Nr. 18) | 04′     |
|                  | Flauto (aus Nr. 17)          | 04′     |
| 21.              | Nasard                       | 02 ⁄3′  |
| 22.              | Flageolet                    | 02′     |
| 23.              | Terz                         | 01 3⁄5′ |
| 24.              | Plein Jeu IV                 | 02′     |
| 25.              | Basson                       | 16′     |
|                  | Hautbois (aus Nr. 25)        | 08′     |
| 26.              | Clarinette                   | 08′     |
|                  | Tremulant                    |         |

| Pedal C–f1 |                            |         |
|            | Petersbass (= Nr. 1)       | 16′     |
| 27.        | Subbass                    | 16′     |
|            | Bourdon (= Nr. 9)          | 16′     |
|            | Portunal (= Nr. 17)        | 16′     |
|            | Untersatz (aus Nr. 27)     | 10 2⁄3′ |
|            | Octavbass (aus Nr. 1)      | 08′     |
| 28.        | Cello                      | 08′     |
|            | Gedacktbass (aus Nr. 27) 0 | 08′     |
|            | Tenor (aus Nr. 1)          | 04′     |
|            | Tuba (= Nr. 10)            | 32′     |
|            | Posaune (aus Nr. 10)       | 16′     |
|            | Trompete (aus Nr. 10)      | 08′     |
|            | Clarine (aus Nr. 10)       | 04′     |

- Koppeln: II/I, III/I, III/II, Super I, I/P, II/P, III/P, Sub- und Superkoppeln, 5 Dynamikkoppeln
- Spielhilfen: freie Manualzuordnung möglich; Registercrescendo für Fuß- und Handbetrieb; freie Registerwippen; Espressivo Traktursystem; Variosetzer; Register- und Tastenfessel
- Anmerkungen

1. ↑  Teilweise als Schwellwerk auf der Westempore.
2. 1 2 3  Nicht schwellbar.
3. ↑  Gruppenzug.
4. ↑  Vorabzug aus Mixtur.
5. ↑  Als Schwellwerk auf der seitlichen Südempore.
6. 1 2  Regulierbar.
7. ↑  Auf der seitlichen Nordempore.

## Glocken
Nordturm
- Historische Gloria-Glocke aus dem Jahr 1452, überholt: 1959; Schlagton: fis′; Durchmesser 111,7 cm; 840 kg; Schmuck: zwei kleine Kruzifixe; Umschrift in gotischen Minuskeln: Gloria in excelsis deo et in terra pax hominibus bone voluntatis in M CCCC LIII („Ehre sei Gott in der Höhe und auf Erden Friede den Menschen guten Willens. Im [Jahr] 1453“)

Die Glocke entging auf Grund ihres Alters dem Einschmelzen während des Zweiten Weltkriegs. 1945 fiel sie zu Boden, wurde dabei aber nicht zerstört. Im Oktober 1948 wurde sie wieder auf den Turm gezogen und erklang von Neuem. 
- Maria-Regina-Glocke mit Schlagton h′; Durchmesser 95,9 cm; 700 kg; Schmuck: Bild der Maria Regina; Umschrift: Regina mundi dignissima, Maria, intercede pro nostra pace et salute („Würdigste Königin der Welt, Maria, tritt ein für unsern Frieden und unser Heil“)

(gegossen 1959 von der Fa. Schilling, Heidelberg)
Südturm
- Peter- und Paulsglocke mit Schlagton gis′; Durchmesser 104,5 cm; 820 kg; Schmuck: Bild des Hl. Petrus; Umschrift: Sancti Petre et Paule, patroni huius ecclesiae, subvenite populo dei („Heilige Petrus und Paulus, Patrone dieser Kirche, kommt dem Volk Gottes zu Hilfe“)
- Aquilinsglocke mit Schlagton: cis″; Durchmesser 84,6 cm; 490 kg; Schmuck: Bild des Heiligen; Umschrift: Sancte Aquiline, sacerdos et martyr, ora pro nobis („Heiliger Aquilin, Priester und Märtyrer, bitte für uns“)
- Josefsglocke mit Schlagton: dis″; Durchmesser 75,4 cm; 330 kg; Umschrift: Fac nos innocuam, Joseph, decurrere vitam („Lass uns, Josef, ein schuldloses Leben führen“)

(Alle drei Glocken wurden 1959 von der Fa. Schilling, Heidelberg, gegossen.)